# Грудневий наступ на Львів (1918)

## Огляд подій
Стрілецька старшина, зібрана під проводом Вітовського ранком 22 листопада в Миклашеві, вирішила організувати облогу Львова. До Стрільців приєдналися частини колишньої залоги Львова — так почали творитися облогові групи — «Схід», «Старе Село», «Щирець», інші, що незабаром об'єдналися в бригади й стали зав'язком ІІ Осадного Корпусу. Поляки спробували відразу просунутися на схід, а їх перший випад на Підбірці ліквідувала сотня УСС під проводом поручника Осипа Теліщака, який зайняв Чортівську Скалу (одне з найвищих піднесень в околиці Львова), домінуючи над околицею. В перших днях грудня українські частини під Львовом перейшли до наступу й витиснули противника до кільця Басівка — Солонки — Пасіки-Зубрицькі — Підбірці — Жидятичі — Грибовичі, здійснили спробу перервати залізничу лінію Львів — Перемишль, змогли на короткий час захопити м. Городок.
12 грудня на захід від Сокаля в околиці Ощів і Долгобичів (тепер Грубешівський повіт) були позиційні бої з поляками, останні змушено відійшли. 16 грудня на північ від Сокаля сили УГА зайняли Літовиж і Біличі, на фронті Угнів — Рава був спокій. 19, 25, 26 і 31 грудня у бої з поляками вступили сотні Степана Васкана та Юрка Мельника, здобули кілька перемог.
Начальна Команда одним з найважливіших відрізків фронту вважала Угнівський — «відтинок Угнів»; він глибоко вклинювався на північний захід до Польщі, і перебував під постійною загрозою — поляки намагався не допустити ударів УГА по «допомогових обозах», що рухались з глибин Польщі на Львів. 15 грудня сюди надіслано гуцульський курінь імені гетьмана І. Мазепи, налічував 850 чоловік і складався з 4 піхотних і однієї скорострільної сотень, відділу телефоністів і харчового обозу. Стрілецькі сотні очолювали старшини Степан Васкан, Юрко Мельник, Микола Арсенич, Сава Никифор'як, хорунжий Ярослав Чубатий. Угнівський курінь був в основному сформований з юнаків навколишніх сіл, очолював студент-медик Іван Пушкар.
Під Львовом з'явилися придніпрянські частини з Окремої Пішої Козятинської Бригади, зосереджені на лінії Басівка — Наварія — Глинна. На 27 грудня назначила Начальна Команда УГА генеральний наступ на Львів, для якого під самим містом було зосереджено 7—9 тисяч крісів і 40 гармат. Та польська сторона за допомогою розвідки дуже швидко зорієнтувалася в українських намірах і зробила все можливе, щоби паралізувати український наступ. 24 грудня підійшли до Городка свіжі військові сили — група Сопотницького — 2.400 крісів, 24 скоростріли, 150 кінноти й 10 гармат. Вони зразу обсадили кілька довколишніх сіл від півдня, 25 грудня здобули Любінь Великий, а 26 грудня, напередодні генерального українського наступу на Львів, обсадили Ставчани.
Генеральна офензива почалася силами І корпусу, який щойно переорганізувався із груп в корпус, її підготовляв полковник Легар. Він не погоджувався з надто швидким терміном, бо знав, що ударна група, якою він мав командувати, ще не приготована як слід до наступу; тому він відійшов з посади, на його місце назначено полковника Павленка.
Ранком дня 27 грудня почався наступ. Група «Схід», «Старе Село» О. Микитки, головно коломийські курені й частини УСС здобули в першому дні наступу Боднарівку — Сихів — Козільники й посунули на підльвівську Персенківку, праве крило підійшло аж під Личаків, зайняло Зубру. Ударна група «Наварія» — 4 тисячі бійців та 40 гармат — головним ударом від Пустомит у напрямку Головного вокзалу, дійшла до південно-західних околиць міста і невдовзі зайняла Скнилів і Кульпарків. Група «Схід» атакувала Кривчиці і досягла Личакова. Група «Північ» отамана Долуда через Брюховичі увірвалася до Замарстинова, Збоїщ, Голоска.
Козятинська Бригада, спробувавши наступати на Ставчани й Полянку мусила відступити з втратами через польський протинаступ. Козаки не витримали польського удару і почали відступати, заявивши при цьому, що відмовляються воювати з «братами поляками». М.Омелянович-Павленко був змушений відвести їх в запілля. Група Сопотницького здобула Оброшин і продерлася до Львова, де скріпила не тільки численність, але й моральну відпірність залоги. Не вдалося закріпитись і втримати зайняті північні околиці Львова і бойовим групам 1-го корпусу Курмановича. Із 2-го корпусу надходили донесення про рішучі контратаки поляків і значні втрати українських частин.
Перший генеральний наступ українських сил на Львів не вдався. Виключала успіх знаменита розвідка й оборотність противника, слаба підготовка з українського боку, а головне — брак тяжкої артилерії, без якої здобуття підміських об'єктів виявилося неможливе. Щоб зберегти сили армії для майбутніх битв, 2 січня 1919 року командування УГА ухвалило рішення згорнути операцію з визволення Львова. До початку нового 1919 року на відтинку Угнів Галицька Армія втратила трьох курінних командирів.